# Ian Snell
Pour les articles homonymes, voir Snell.
Ian Dante Snell (né le 30 octobre 1981 à Dover, Delaware, États-Unis) est un lanceur droitier de baseball ayant joué en Ligue majeure de 2004 à 2010 pour les Pirates de Pittsburgh et les Mariners de Seattle. 

## Carrière
Ian Snell joue au baseball, au football américain et au basket-ball pour son lycée, le Caesar Rodney High School à Camden (Delaware). Il est drafté dès la fin de ses études secondaires par les Pirates de Pittsburgh le 5 juin 2000.
Snell passe plus de quatre saisons au sein des clubs-école de l'organisation des Pirates avant d'effectuer ses débuts en Ligue majeure le 20 août 2004.
Le 16 mars 2008, il prolonge son contrat chez les Pirates de trois saisons (avec option jusqu'en 2012) contre 8 millions de dollars.
Le 29 juillet 2009, Ian Snell passe aux Mariners de Seattle dans un échange impliquant sept joueurs. L'arrêt-court Jack Wilson prend aussi le chemin de Seattle, alors que le receveur et ancien premier choix Jeff Clement est transféré à Pittsburgh avec l'arrêt-court Ronny Cedeño et les lanceurs droitiers des ligues mineures Nathan Adcock, Brett Lorin et Aaron Pribanic.
Snell signe le 14 janvier 2011 un contrat des ligues mineures avec les Cardinals de Saint-Louis. Le lanceur âgé de 29 ans annonce sa retraite le 15 mars, durant le camp d'entraînement.

## Statistiques
En saison régulière
| Statistiques de lanceur |            |     |     |    |     |    |    |    |       |     |      |
| Saison                  | Équipe     | G   | GS  | CG | SHO | SV | V  | D  | IP    | SO  | ERA  |
| 2004                    | Pittsburgh | 3   | 1   | 0  | 0   | 0  | 0  | 1  | 12.0  | 9   | 7,50 |
| 2005                    | Pittsburgh | 15  | 5   | 0  | 0   | 0  | 1  | 2  | 42.0  | 34  | 5,14 |
| 2006                    | Pittsburgh | 32  | 32  | 0  | 0   | 0  | 14 | 11 | 186.0 | 169 | 4,74 |
| 2007                    | Pittsburgh | 32  | 32  | 1  | 0   | 0  | 9  | 12 | 208.0 | 177 | 3,76 |
| 2008                    | Pittsburgh | 31  | 31  | 0  | 0   | 0  | 7  | 12 | 164.1 | 135 | 5,42 |
| 2009                    | Pittsburgh | 15  | 15  | 1  | 0   | 0  | 2  | 8  | 80.2  | 52  | 5,36 |
| 2009                    | Mariners   | 12  | 12  | 0  | 0   | 0  | 5  | 2  | 64.1  | 37  | 4,20 |
| Totaux                  | Totaux     | 140 | 128 | 2  | 0   | 0  | 38 | 48 | 757.1 | 613 | 4,71 |

Note: G = Matches joués ; GS = Matches comme lanceur partant ; CG = Matches complets ; SHO = Blanchissages ; 
V = Victoires ; D = Défaites ; SV = Sauvetages ; IP = Manches lancées ; SO = retraits sur des prises ; ERA = Moyenne de points mérités.